# Natação nos Jogos Olímpicos de Verão de 2024 - 200 m peito masculino
A prova dos 200 m peito masculino da natação nos Jogos Olímpicos de Verão de 2024 ocorreu em 30 e 31 de julho de 2024 na Paris La Défense Arena, em Paris. Um total de 25 nadadores de 20 Comitês Olímpicos Nacionais (CON) participaram do evento.

## Qualificação
Cada Comitê Olímpico Nacional (CON) poderia inscrever no máximo dois nadadores qualificados em cada evento individual, mas somente se ambos atingissem o "tempo de qualificação olímpica" (OQT). Um nadador por evento poderia potencialmente entrar se atingisse o "tempo de consideração olímpica" (OCT), ou se a cota total de 852 competidores não tivesse sido atingida. Os CONs também poderiam inscrever nadadores independentemente do tempo através das vagas de universalidade, mesmo que não tenham atingindo nenhum dos tempos de inscrição padrão (OQT/OCT).
Após o fim da janela de qualificação, a World Aquatics avaliou o número de nadadores que alcançaram o OQT, o número de nadadores somente para as provas de revezamento e o número de vagas de universalidade, antes de convidar aqueles com OCT para cumprir a cota total de 852. Além disso, as vagas no OCT foram distribuídas por evento de acordo com as posições no ranking mundial durante o prazo de qualificação. Para os 200 m peito masculino, o OQT foi de 2min09s68 e o OCT de 2min10s33.

## Formato
A competição consiste em três rodadas: preliminares, semifinais e final. Os nadadores com os 16 melhores tempos nas baterias preliminares avançam às semifinais. Já os nadadores com os 8 melhores tempos nas semifinais avançam à final. Desempates (swim-offs) são utilizados conforme necessário para quebrar os empates de avanço à próxima rodada.

## Calendário
Horário local (UTC+2)
| Data                | Horário | Fase         |
| ------------------- | ------- | ------------ |
| 30 de julho de 2024 | 13:00   | Preliminares |
| 30 de julho de 2024 | 19:35   | Semifinais   |
| 31 de julho de 2024 | 17:30   | Final        |

## Medalhistas
| Ouro   | FRA Léon Marchand      |
| Prata  | AUS Zac Stubblety-Cook |
| Bronze | NED Caspar Corbeau     |

## Recordes
Antes desta competição, os recordes mundiais e olímpicos da prova eram os seguintes:

## Resultados

### Preliminares
Os nadadores com os 16 melhores tempos, independente da bateria, avançam às semifinais.
| Pos. | Bateria | Raia | Nadador            | CON                | Tempo   | Notas |
| ---- | ------- | ---- | ------------------ | ------------------ | ------- | ----- |
| 1    | 4       | 7    | Cho Sung-jae       | KOR Coreia do Sul  | 2:09.45 | Q     |
| 2    | 3       | 4    | Zac Stubblety-Cook | AUS Austrália      | 2:09.49 | Q     |
| 3    | 4       | 5    | Léon Marchand      | FRA França         | 2:09.55 | Q     |
| 4    | 3       | 3    | Caspar Corbeau     | NED Países Baixos  | 2:09.78 | Q     |
| 5    | 3       | 5    | Ippei Watanabe     | JPN Japão          | 2:09.86 | Q     |
| 6    | 4       | 3    | Dong Zhihao        | CHN China          | 2:09.91 | Q     |
| 7    | 2       | 5    | Yu Hanaguruma      | JPN Japão          | 2:10.35 | Q     |
| 7    | 3       | 2    | Erik Persson       | SWE Suécia         | 2:10.35 | Q     |
| 9    | 4       | 2    | Anton McKee        | ISL Islândia       | 2:10.36 | Q     |
| 10   | 3       | 6    | Josh Matheny       | USA Estados Unidos | 2:10.39 | Q     |
| 11   | 2       | 4    | Matthew Fallon     | USA Estados Unidos | 2:10.49 | Q     |
| 12   | 4       | 6    | Arno Kamminga      | NED Países Baixos  | 2:10.53 | Q, WD |
| 13   | 2       | 2    | Lyubomir Epitropov | BUL Bulgária       | 2:10.59 | Q     |
| 14   | 2       | 3    | Joshua Yong        | AUS Austrália      | 2:10.68 | Q     |
| 15   | 4       | 4    | Qin Haiyang        | CHN China          | 2:10.98 | Q     |
| 16   | 3       | 1    | Denis Petrashov    | KGZ Quirguistão    | 2:10.99 | Q     |
| 17   | 3       | 7    | Miguel de Lara     | MEX México         | 2:11.16 | Q     |
| 18   | 2       | 6    | Matti Mattsson     | FIN Finlândia      | 2:11.18 |       |
| 19   | 2       | 7    | Aleksas Savickas   | LTU Lituânia       | 2:11.53 |       |
| 20   | 4       | 1    | Jan Kałusowski     | POL Polônia        | 2:11.87 |       |
| 21   | 4       | 8    | Daniils Bobrovs    | LAT Letônia        | 2:13.66 |       |
| 22   | 1       | 5    | Tyler Christianson | PAN Panamá         | 2:15.62 |       |
| 23   | 2       | 1    | Amro Al-Wir        | JOR Jordânia       | 2:15.78 |       |
| 24   | 1       | 4    | Julio Horrego      | HON Honduras       | 2:18.91 |       |
| 25   | 1       | 3    | Saud Ghali         | BRN Bahrein        | 2:22.51 |       |

### Semifinais
Os nadadores com os oito melhores tempos, independente da bateria, avançam à final.
| Pos. | Bateria | Raia | Nadador            | CON                | Tempo   | Notas |
| ---- | ------- | ---- | ------------------ | ------------------ | ------- | ----- |
| 1    | 2       | 5    | Léon Marchand      | FRA França         | 2:08.11 | Q     |
| 2    | 1       | 4    | Zac Stubblety-Cook | AUS Austrália      | 2:08.57 | Q     |
| 3    | 1       | 3    | Dong Zhihao        | CHN China          | 2:08.99 | Q     |
| 4    | 1       | 5    | Caspar Corbeau     | NED Países Baixos  | 2:09.52 | Q     |
| 5    | 2       | 3    | Ippei Watanabe     | JPN Japão          | 2:09.62 | Q     |
| 6    | 1       | 2    | Josh Matheny       | USA Estados Unidos | 2:09.70 | Q     |
| 7    | 2       | 6    | Yu Hanaguruma      | JPN Japão          | 2:09.72 | Q     |
| 8    | 1       | 1    | Joshua Yong        | AUS Austrália      | 2:09.89 | Q     |
| 9    | 2       | 1    | Lyubomir Epitropov | BUL Bulgária       | 2:09.93 |       |
| 10   | 2       | 7    | Matthew Fallon     | USA Estados Unidos | 2:09.96 |       |
| 10   | 2       | 8    | Qin Haiyang        | CHN China          | 2:09.96 |       |
| 12   | 2       | 4    | Cho Sung-jae       | KOR Coreia do Sul  | 2:10.03 |       |
| 13   | 1       | 6    | Erik Persson       | SWE Suécia         | 2:10.11 |       |
| 14   | 1       | 8    | Denis Petrashov    | KGZ Quirguistão    | 2:10.19 |       |
| 15   | 2       | 2    | Anton McKee        | ISL Islândia       | 2:10.42 |       |
| 16   | 1       | 7    | Miguel de Lara     | MEX México         | 2:11.28 |       |

### Final
Os três nadadores mais rápidos na final conquistam as medalhas.
| Pos.              | Raia | Nadador            | CON                | Tempo   | Notas |
| ----------------- | ---- | ------------------ | ------------------ | ------- | ----- |
| Medalha de ouro   | 4    | Léon Marchand      | FRA França         | 2:05.85 | ,     |
| Medalha de prata  | 5    | Zac Stubblety-Cook | AUS Austrália      | 2:06.79 |       |
| Medalha de bronze | 6    | Caspar Corbeau     | NED Países Baixos  | 2:07.90 |       |
| 4                 | 3    | Dong Zhihao        | CHN China          | 2:08.46 |       |
| 5                 | 1    | Yu Hanaguruma      | JPN Japão          | 2:08.79 |       |
| 6                 | 2    | Ippei Watanabe     | JPN Japão          | 2:08.83 |       |
| 7                 | 7    | Josh Matheny       | USA Estados Unidos | 2:09.52 |       |
| 8                 | 8    | Joshua Yong        | AUS Austrália      | 2:11.44 |       |

Legenda
| Recorde mundial      | Recorde mundial (World record)               |                       | Recorde africano                      | Recorde africano (African) |                                           | Q | Classificado por posição (Qualified) |
| Recorde olímpico     | Recorde olímpico (Olympic record)            | Recorde da América    | Recorde da América (Americas)         | q                          | Classificado por melhor tempo (Qualified) |   |                                      |
| Melhor marca do ano  | Melhor marca do ano (World leading)          | Recorde asiático      | Recorde asiático (Asian)              | DNS                        | Não largou (Did not start)                |   |                                      |
| Recorde nacional     | Recorde nacional (National record)           | Recorde europeu       | Recorde europeu (European)            | DNF                        | Não terminou (Did not finish)             |   |                                      |
| Recorde pessoal      | Recorde pessoal do atleta (Personal best)    | Recorde da Oceania    | Recorde da Oceania (Oceania)          | DSQ / DQ                   | Desclassificado (Disqualified)            |   |                                      |
| Recorde da temporada | Recorde da temporada do atleta (Season best) | Recorde sul-americano | Recorde sul-americano (South America) | NM                         | Sem marca (No mark)                       |   |                                      |